# Hans-Michael Holczer

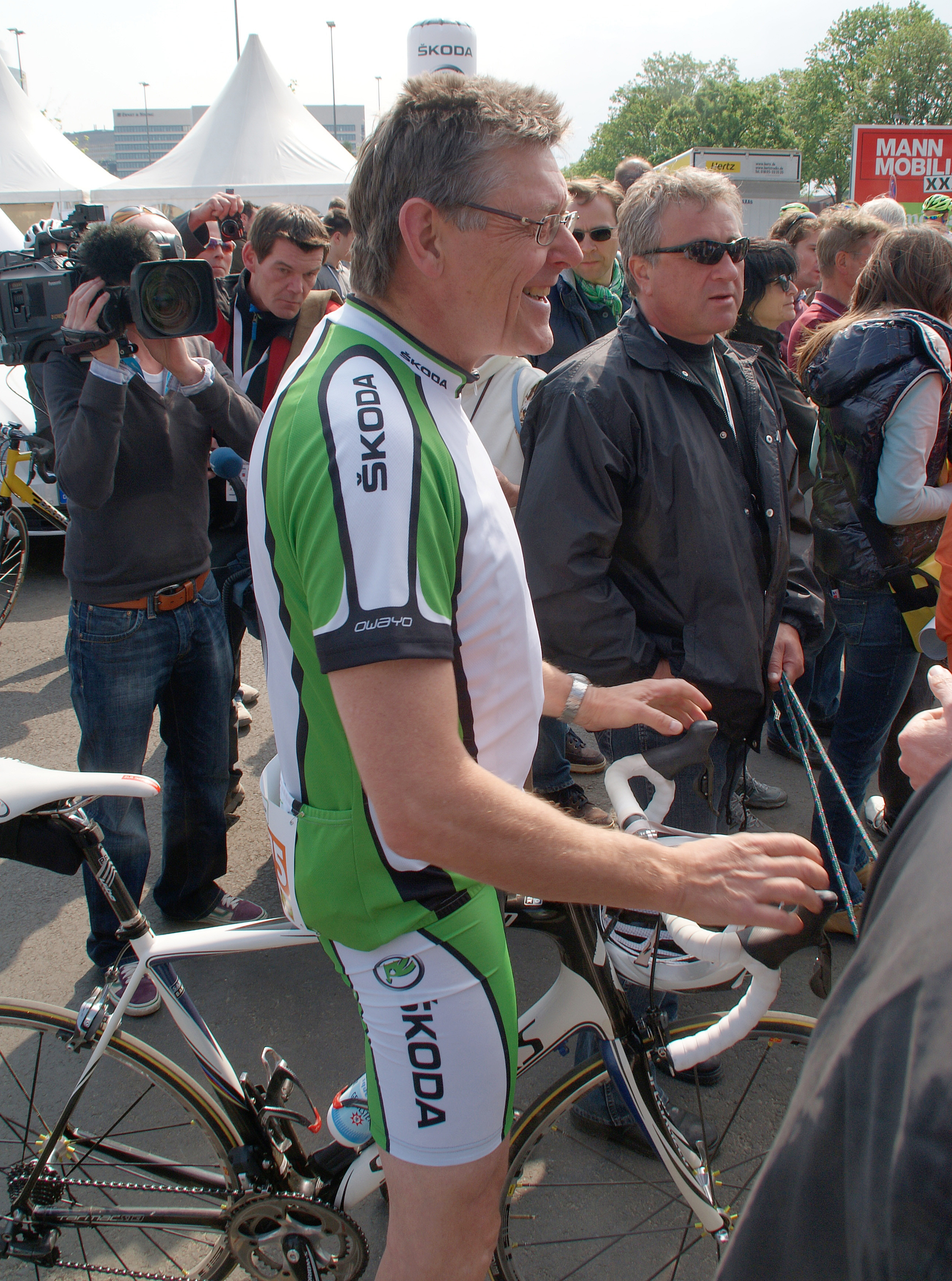
Hans-Michael Holczer am Rande des Radrennens Rund um den Finanzplatz Eschborn-Frankfurt 2011

Hans-Michael Holczer (* 22. Dezember 1953 in Herrenberg) ist ein deutscher Radsportmanager.

## Werdegang
Holczer war als Lehrer für Geschichte, Mathematik und Sport an der Friedrich-Schiller-Realschule in Böblingen tätig und in den Jahren 1975 bis 1996 Manager der Amateurmannschaft RSV Öschelbronn (1994–1995 RSV HISTOR Öschelbronn, 1996 RSV Schauff Öschelbronn). 1997 stieg das Radsportteam in den professionellen Radsport unter dem Namen Schauff Öschelbronn professional cycling team ein. Diese Mannschaft wurde ab 1999 durch die Firma Gerolsteiner Brunnen gesponsert und hieß seitdem Team Gerolsteiner.
Als am 13. Oktober 2008 mit Bernhard Kohl nach Stefan Schumacher der zweite Gerolsteiner-Fahrer des Blutdopings in der A-Probe mit EPO überführt wurde, gab Hans-Michael Holczer seinen Rückzug vom Profiradsport bekannt. Wegen fehlender Sponsoren wurde das Team aufgelöst.
Ende April 2009 wurde mit Davide Rebellin ein weiterer Fahrer seines Teams bei Nachkontrollen zu den Olympischen Spielen 2008 positiv auf das Dopingmittel CERA getestet. Am 29. März 2013 gestand Stefan Schumacher jahrelanges Doping und warf Holczer öffentlich vor, von den Dopingpraktiken Kenntnis gehabt zu haben.
Mitte September 2011 wurde bekannt gegeben, dass Holczer ab September 2012 als Nachfolger für Andreï Tchmil als General Manager der Firma Katusha Management SA, die u. a. das Katusha Team betreibt, verpflichtet wurde. Anfang Oktober 2012 beendete er trotz eines Vier-Jahres-Vertrages die Zusammenarbeit mit dem Team und wurde am 8. Oktober 2012 durch Wjatscheslaw Jekimow ersetzt.
Holczer betreibt in Herrenberg ein Fahrradgeschäft und eine Radsport-Marketing-Gesellschaft.

## Sonstiges
Im Juli 2010 veröffentlichte Hans-Michael Holczer seine Memoiren im Buch Garantiert positiv: Mein Leben für den Radsport.